# Biserica fortificată din Sânpetru
Biserica evanghelică fortificată din Sânpetru este un ansamblu de monumente istorice aflat pe teritoriul satului Sânpetru, comuna Sânpetru. În Repertoriul Arheologic Național, monumentul apare cu codul 41934.03.
Ansamblul este format din patru monumente:
- Biserica evanghelică (cod LMI BV-II-m-A-11817.01)
- Capela Corpus Christi (cod LMI BV-II-m-A-11817.02)
- Incintă fortificată interioară, cu turnuri, fosta locuință fortificată de pe latura sudică, încăperi pentru provizii (cod LMI BV-II-m-A-11817.03)
- Incintă fortificată exterioară, cu turnuri, zwinger (cod LMI BV-II-m-A-11817.04)

Biserica evanghelică fortificată din Sânpetru a fost ridicată în 1794 pe temelia unei biserici mai vechi, demolate complet când turla acesteia s-a prăbușit pentru a doua oară. Clădirea clasică a fost completată în 1817 cu o nouă turlă. Interiorul bisericii este organizat în mod unitar în stil clasic, de la orgă la pilierii decorați cu parcimonie și la altarul cu coloane din cor. Din cele 3 rânduri de ziduri de fortificație din secolul al XV-lea se mai păstrează câteva resturi din zidul exterior și din cel de-al doilea. Zidul interior este păstrat integral cu cinci turnuri și bastioane și cu clădirile andosate din interior, cu două niveluri, destinate păstrării proviziilor. Mai târziu, în interiorul zidului, spre sud, au fost integrate școala veche și primăria veche. Turnul nordic a apărut prin supraconstruirea unei capele din secolul al XIII-lea, dinaintea Reformei Protestante în care se păstrează un ciclu de fresce în culori luminoase care datează din jurul anului 1400.
În biserică se găsește o orgă construită în 1826 de Johann Thois. În 1908 a fost transformată de Karl Einschenk iar în 2010 claviatura a fost reparată și restaurată de Albert Jószef.